# Warner, New Hampshire
Warner är en kommun (town) i Merrimack County i delstaten New Hampshire i USA med 2 833 invånare (2010). Den har enligt United States Census Bureau en area på 144,8 km². 

## Kända personer från Warner
- Walter Harriman, politiker